# Cymodusopsis
Cymodusopsis is een geslacht van insecten uit de orde vliesvleugeligen (Hymenoptera) en de familie Ichneumonidae.

## Soorten
- C. albiscapa Sanborne, 1986
- C. aristoteliae Viereck, 1912
- C. asperata Sanborne, 1986
- C. brevicauda Sanborne, 1986
- C. latifacies Sanborne, 1986
- C. macdunnoughi Sanborne, 1986
- C. melanosoma Sanborne, 1986
- C. nigricincta Sanborne, 1986
- C. townesorum Sanborne, 1990
- C. variabilis Sanborne, 1986